# Identyfikacja płatności masowych
Identyfikacja płatności masowych – usługa bankowa z obszaru bankowości transakcyjnej (cashmanagement). Korzystanie z identyfikacji masowych płatności pozwala firmom (lub innym instytucjom) usprawnić księgowanie wpłat od kontrahentów, którymi są osoby fizyczne bądź prawne.
Systemy identyfikujące masowe wpłaty są przeznaczone do obsługi np. wpłat z tytułu abonamentu, czynszu, opłat za media, faktur za systematyczne dostawy i znajdują zastosowanie w instytucjach różnej wielkości – od największych operatorów telekomunikacyjnych, przez spółki komunalne, hurtownie po wspólnoty mieszkaniowe. Identyfikacja masowych płatności wykorzystuje tzw. rachunki wirtualne. Rachunki wirtualne są generowane do rachunku bankowego danej instytucji (firmy telekomunikacyjnej, hurtowni, wspólnoty mieszkaniowej itp.). Każdy kontrahent tej instytucji (czyli np. abonent sieci komórkowej, lokator) otrzymuje „własny” numer rachunku wirtualnego, na który ma wpłacać (abonament, czynsz).
Liczba numerów rachunków wirtualnych, które można wygenerować dla jednego „rzeczywistego” rachunku zależy od struktury numerów rachunku w danym banku – banki umożliwiają przeznaczenie od 6 do 12, a nawet 15 cyfr z 26-cyfrowego NRB na oznaczenie kolejnych rachunków wirtualnych.